# Нарышкина, Евдокия Петровна
Дево́ра (в миру Евдоки́я Петро́вна Нары́шкина, урождённая Хомутова, по другим данным  Га́мильтон) — деятель старообрядчества, тётка царицы Натальи Кирилловны, жена думного дворянина Фёдора Полуэктовича Нарышкина, племянница жены Артамона Матвеева Евдокии Григорьевны Гамильтон (благодаря этому браку Наталья и попала на воспитание в дом Матвеева, где её присмотрел царь).
При царе Алексее Михайловиче была сослана в село Лобачи Алатырского уезда за приверженность к старым церковным обрядам, оттуда бежала в Арзамасский уезд и постриглась у староверов в монахини под именем Деворры. В 1684 году была арестована и заключена под стражу. Дальнейшая её судьба и год смерти неизвестны.
Исследователи считают, что её жизнь в Арзамасском уезде имела значительное влияние на распространение старообрядчества в Нижегородской губернии. Местные староверы сохраняли память о ней, по крайней мере, до конца XIX века. Место её жительства называлось «Царицыным» или «Деворриным» и пользовалось большим почётом у староверов, а сама Девора считалась у них святою.